# 储江
储江（1917年3月—2011年1月18日），原名储兆瀛，男，江苏宜兴人，曾任中共苏州地委书记、中共南京市委书记，南京市革委会主任。

## 生平
储江于1917年出生于宜兴市官林镇南庄村。1938年5月加入中国共产党，曾任宜兴县南林镇支部书记，苏州特委组织部干事等职。
1945年后又曾任任苏中沙沟市委书记、兴化县委副书记等多职。1958年以后担任苏州地委书记。
1975年任江苏省南京市委书记、市革委会主任。1977年12月任江苏省委书记（当时设有第一书记）兼南京市委书记、第一书记（1981年10月）等多职。1982年6月任江苏省委顾问。1983年4月到1988年2月任江苏省人大常委会主任。